# John F. Seymour
John F. Seymour, född 3 december 1937 i Chicago, Illinois, är en amerikansk republikansk politiker. Han representerade delstaten Kalifornien i USA:s senat 1991-1992. Från och med 2022 är han den senaste medlemmen av det republikanska partiet som tjänstgjorde som amerikansk senator från Kalifornien.
Seymour tjänstgjorde 1955-1959 i USA:s marinkår. Han utexaminerades 1962 från University of California, Los Angeles. Han var sedan verksam som fastighetsmäklare. Han var borgmästare i Anaheim 1978-1982 och ledamot av delstatens senat 1982-1991.
Senator Pete Wilson avgick 1991 för att tillträda som guvernör och efterträddes av Seymour fram till fyllnadsvalet följande år. Han besegrades av Dianne Feinstein i fyllnadsvalet.